# Cecilía Sigurðardóttir
Cecilía Sigurðardóttir (norwegisch Cecilia Sigurdsdatter; * um 1150/55; † nach 1185) war eine norwegische Königstochter und Königsmutter.
Ihr Vater war König Sigurd II. (1133–1155). Ihre Mutter ist nicht bekannt, gehörte aber wahrscheinlich dem Geschlecht des Ziehvaters von Sigurd II., dem trønderschen Lehnsmann Sáða-Gyrðr Bárðarson, an, denn auch dieser hatte eine Tochter mit dem seltenen Namen Cecilía. Cecilía wurde auf dem Hof Gjølme in Orkdal aufgezogen. In erster Ehe wurde sie von Erlingr skakki Ormsson und König Magnus V. an den Lagmann in Värmland Folkviðr (belegt zwischen 1181 und 1184) verheiratet. So wollten sie verhindern, dass sie zu einer Verbindungsperson von deren Gegnern in Norwegen würde. Ihr Sohn aus dieser Ehe war Hákon jarl galinn († 1214). Als Sverre Sigurdsson Neujahr 1177 nach Värmland kam, erkannte Cecilía diesen gemäß Sverris saga als ihren Bruder an und unterstützte ihn bei seinem Bestreben, König von Norwegen zu werden. Dabei half es, dass die bei Re im Januar 1177 besiegten Birkebeiner, deren Thronprätendent Eysteinn meyla in der Schlacht gefallen war, nach Värmland auswichen und Sverre in Hammarö zu ihrem neuen Thronprätendenten machten, wo wahrscheinlich der Wohnsitz von Folkviðr und Cecilía lag.
Als Sverre in Trøndelag Fuß gefasst hatte, verließ Cecilía Folkviðr, denn sie liebte ihn offenbar nicht, wie die Bǫglunga sǫgur berichten, und ging zurück auf den Hof Gjølme, den sie von ihrem Bruder geschenkt bekommen hatte. Von dort unterrichtete sie heimlich den Birkebeiner Bárðr Guthormsson von Rein († 1194), Sohn von Guthormr Ásólfsson und dessen Frau Sigríðr Þorkelsdóttir,  über die Bewegungen der Feinde um König Magnus V. Bárðr Guthormsson kam daher nach Gjølme, wo er dann Cecilía näher kennenlernte.
Nach seinem Sieg über Magnus V. 1184 wollte König Sverre Cecilía an Bárðr Guthormsson verheiraten, dessen erste Frau Úlfhildr Pálsdóttir gestorben war. Doch Erzbischof Eysteinn Erlendsson bestand darauf, dass die erste Ehe mit Folkviðr immer noch gültig sei und Cecilía zu diesem zurückkehren müsse. Doch Cecilía konnte mit Zeugen beweisen, dass sie gegen ihren Willen mit Folkviðr verheiratet worden sei, so dass die erste Ehe nach kanonischem Recht ungültig war. Eysteinn Erlendsson gab nunmehr sein Einverständnis. Gleichwohl versuchte ihr Sohn mit Folkviðr, Hákon jarl galinn, 1212 Zweifel an der Legitimität ihres Sohnes mit Bárðr Guthormsson, dem späteren König Inge II. (1185–1217), mit dem Hinweis darauf zu säen, dass sie Bárðr noch zu Lebzeiten Folkviðs geheiratet habe. Dazu fand er die Unterstützung von Erzbischof Eysteinns Nachfolger Erzbischof Eiríkr Ívarsson und dessen Nachfolger Þórir Guðmundarson und weiterer Bischöfe.
1185 starb Cecilía bald nach der Geburt ihres Sohnes Inge. Sie wurde in der Kristkirke in Trondheim an der Nordseite des Chores begraben.